# Los Diablitos
Los Diablitos (La Gente de Omar Geles en la actualidad) fue una agrupación colombiana de vallenato fundada en Valledupar en 1985 por el acordeonero Omar Geles y el vocalista Miguel Morales. Su nombre proviene del apodo que recibió desde niño Omar Geles, quien a la postre se ha convertido en el director único de la organización. La razón social se da a conocer a partir de 1986, ya que en los inicios se concibió bajo el nombre de Omar Geles "El Diablito" y Miguel Morales.
Su estilo fue básicamente romántico, contribuyendo así a la expansión de este subgénero junto a otras organizaciones como El Binomio de Oro, Los Embajadores Vallenatos, Los Chiches Vallenatos, Los Inquietos del Vallenato, Luis Mateus, Los Gigantes, entre otros.
En 1985 saca su primer trabajo discográfico titulado "De verdad verdad", donde proviene su primer éxito "Tú", composición de Hernando Marín. Allí comenzó la consolidación de la agrupación a nivel nacional.
En 2004 Omar Geles cambia el nombre de la agrupación a La Gente de Omar Geles, buscando integrarse al nuevo movimiento musical del vallenato llamado Nueva Ola.

## Con Miguel Morales
Desde 1985 hasta 1992 la agrupación da frutos con éste dúo. En 1985 en el trabajo discográfico "De verdad verdad" lo cual se destaca la canción "Tu", continúa en 1986 con la canción "Te esperaré" composición de Juan Manuel Geles en el disco "Especiales", en 1987 saca dentro del trabajo discográfico "Candentes" la segunda parte de esta canción seguido de otro sencillo: "Me gustas porque sí".
En 1988 pasa por el mejor momento ya que la agrupación logra consolidarse fuera del país, en especial en Venezuela; en su cuarto disco "Primera Clase" consolidan más de un tema aparte de "Por un error", le siguen: "Un viejo amor" y "Perdóneme" entre otros.
Para 1989 sale un disco en cuya contracarátula, aparecen fotos de Omar Geles participando en el Festival de la Leyenda Vallenata en la categoría de acordeonista profesional, donde obtuvo para ese mismo año el título de Rey Vallenato, de allí viene el título "Nuestra música", de ese mismo disco se destacan temas como: "No más palabras", "El negrito del café", "Mi rival" entre otros.
En 1990 sacan al mercado musical el trabajo "Tentación", destacándose temas como: "Cómo le pago a mi Dios", composición del mismo Omar Geles y "Me domina el amor" y en 1991 el trabajo musical "Futuro" con canciones como: "No me dejes morir" y "Enamorao".
A partir de 1992, se da la ruptura de la agrupación que se debía, más que todo, a que Miguel Morales quiere darse más a conocer como un gran cantante y no como el cantante de Omar Geles. Sin embargo, no afectó la amistad de ambos.

## Con Jesús Manuel Estrada
En 1992, Omar buscaba su pareja en el canto. En una ocasión, Rafael Orozco e Israel Romero, la pareja que conformaba El Binomio de Oro, sugirieron el nombre de Jesús Manuel Estrada. Fue tanto el encanto de su voz en Omar Geles que, enseguida, graba su siguiente disco en ese mismo año: "Como los dioses", basado en el asunto espiritual de Omar con temas como: "Lo que quiero eres tu", "Mi ritmo nuevo", "Una decepción" "Si me quieres, te quiero" "Acuario", entre otros, dándole fuerza a la agrupación.
En 1993, es el año de Omar Geles y su agrupación con el disco "Sorpresa Caribe", nace el éxito nacional después de "La Gota fría" de Emiliano Zuleta Baquero y "Mi primera cana" de Diomedes Díaz: "Los Caminos de la Vida", compuesto por el mismo Omar, que relata las vivencias de su niñez al lado de su madre Hilda Suárez y sus hermanos; el éxito fue tal, que se convirtió en el tema bandera de la agrupación. En 1995 este mismo tema lo grabaría la agrupación mexicana La Tropa Vallenata siendo todo un éxito en México. Dentro de ese disco estaban temas como "Donde Están esos Amores".
1994 fue un mal año para la agrupación con el lanzamiento del disco "Tocando el cielo", ya que se despejó dudas entre una supuesta discusión entre Omar y Jesús Manuel, que termina con la separación; durante el lanzamiento, quedó Omar Geles sin vocalista, pese a ello se consolidaron temas como "Mi Novia Mujer" de Jesús Manuel, que aprovechó la ocasión de componer temas y lograr ser grabados, seguido de "Ya Tengo Quien me Quiera" del mismo Omar, "Sueños de Olvido" de Wilfran Castillo y "Después de Tantos Años" de Luis Egurrola.

## Con Álex Manga
En 1995 ingresaría Álex Manga, quien era parte de los coros en la agrupación de Jorge Oñate, reemplazando a Jesús Manuel quien se va como solista; sin embargo, el éxito cosechado con Alex fue igual o superior que el de sus predecesores ya que estuvo por más de 10 años en la agrupación. Canciones como: "Busca un Confidente", "Tú Vas a Volar", "No Voy a Llorar", "Camino al Cielo", "Cuando Casi te Olvidaba", "A Besitos", "Solo Pienso en Tenerla", "Me Tiraste al Mar", "Vas a Amarme", "Que no me Faltes Tu", "No Te Vayas", entre otras, se volvieron éxitos musicales en Colombia y en el extranjero. Omar Geles también ha grabado canciones como vocalista fuera de su agrupación, entre sus canciones conocidas están "Es Dolor" y "Hoja En Blanco". Ernesto Mendoza estuvo como segunda voz del grupo en 2001, interpretando canciones como "La Tengo". 
En 2004, Omar Geles decide cambiar el nombre de la agrupación de Los Diablitos a La Gente de Omar Geles y estrena la nueva razón social del grupo con un trabajo discográfico llamado "Gente como Tú", aún con Álex Manga como voz principal, ingresando talentos jóvenes a la agrupación buscando darle un toque más juvenil al grupo aprovechando el despegue del llamado Vallenato Nueva Ola, donde interpretan la canción que se titula "Chao Amor", la cual es una mezcla de reguetón con vallenato, sin mucha aceptación en el público. En 2006, luego de grabar el álbum Se Siente el Vallenato, Álex Manga se da un reposo de aproximadamente 2 años fuera de la agrupación y regresa para grabar su último álbum con el grupo llamado Prueba Superada, teniendo como tema bandera la canción que identifica el trabajo musical, la cual es muy bien aceptada por sus seguidores. Con este trabajo discográfico, Omar Geles disuelve del todo a Los Diablitos, buscando entrar de lleno al renovado y más alegre mercado musical de la Nueva Ola con la nueva razón social del grupo: "La Gente de Omar Geles".

## Reaparición musical
En 2015, reaparece Omar Geles con su grupo musical y un nuevo integrante; Junior Rangel, en reemplazo de Alex Manga, quien desde hace unos años canta como solista, y en el acordeón ingresa Jorge Luis García. Su regreso es con la canción "Cuando te Apareces", combinando elementos del llamado Vallenato Nueva Ola con algunos arreglos electrónicos. De esta manera, se desliga totalmente del vallenato de corte romántico que impuso con los Diablitos.
En 2019, Omar Geles y Alex Manga se reencontraron por una sola noche en el escenario de la Arena Monterrey en México, en el marco del evento musical vallenato regiomontano conocido como El Vallenatazo, reviviendo los éxitos que impusieron en Los Diablitos.

## Artistas destacados que estuvieron en la agrupación
- Iván Calderón (1991-1994) Fundador de "Los Gigantes"
- Nelson Velásquez (1993-1995) - Fundador de "Los Inquietos"
- Jimmy Zambrano (1995-1999)
- Kenel "Swing" Yancy (2004-2007) - Fundador De Kvrass
- Jorge Adel Iguarán (Ganador del reality SE BUSCA INTERPRETE del canal RCN 2002 - 2003)

### Acordeoneros
- Jimmy Zambrano
- Julián Rojas
- Oscar Bonilla
- Fernando Rangel
- Luis Campillo
- Omar Geles
- Michael Angulo
- Gustavo "Tavo" Montiel

### Coristas
- Julio Morillo (1985 - 1986)
- Juan Manuel Moya (1987-1991)
- Hugues Fernández (1985-1990)
- Rafael Rivadeneira (1990-1991)
- Rodolfo "Pine" Morillo (1992)
- Nelson Velásquez (1993-1995)
- Iván Darío Calderón (1992-1999)
- Dilber Guerra (1994-1998)
- Jean Carlos González (1999-2003)
- Fausto IsaÍas Campos Noriega

### Guitarristas
- Armando Pulido
- Luis Fernando David (1990)
- Iván Calderón (1991-1994)
- Iván Pumarejo (1995-1996)
- Eugenio "Geño" Gámez (1997-2001)
- Carlos Vásquez (2004)
- Oscar Jiménez
- Oscar Cantillo

### Bajistas
- Isaac Carrillo (1985-1987)
- Crispín "Polacho" Soto (1987-2004)
- Eder Manjarrés (2005-2009)

### Tecladistas
- Johnny Pavas
- Jimmy Zambrano (1995-1999) (En algunas presentaciones como segundo acordeonero)
- Richard Viloria (1999-2002)
- Britt Amador
- Cristian Maza (1998)

### Cajeros
- Luís "Azabache" Varela
- Rodolfo Castilla Jr
- Juan Gabriel De La Rosa
- Jairo Barrios "Galápago"

### Percusionistas
- Patrick Macías
- Iván Bossa
- Ángel Otero
- José Cervantes Jr
- José "Lobito" Carrillo
- Lesme Ortiz Montenegro

### Guacharaqueros
- José Carranza
- Kenel "Swing" Yancy